# ×Anthemimatricaria sulfurea
Anthemimatricaria sulfurea là một loài thực vật có hoa trong họ Cúc. Loài này được P.Fourn. mô tả khoa học đầu tiên năm 1928.